# Plaza del Rectorado de la UCV
La plaza del Rectorado de la UCV (originalmente La Plaza Vacía) es el nombre que recibe un espacio localizado dentro de la Ciudad Universitaria de Caracas donde funciona la Universidad Central de Venezuela, en la parroquia San Pedro del Municipio Libertador en el Distrito Capital al oeste de la ciudad de Caracas.
Se trata de un área emblemática de la universidad dado que allí se realizan actividades de todo tipo: culturales, académicas, políticas, sociales etc. Se encuentra frente al Rectorado de la Universidad Central de Venezuela y la Torre del Reloj de la UCV.
Como parte de la UCV es patrimonio de la Humanidad desde el año 2000. Es accesible desde Plaza Venezuela a través de la Puerta Tamanaco. Fue inaugurada el 2 de diciembre de 1953 bajo la dictadura del General Marcos Pérez Jiménez y con el diseño de Francisco Narváez, originalmente se planificó como un estacionamiento.
El Presidente Jaime Lusinchi (AD) (1984-1989) como egresado de la Universidad Central de Venezuela procuró durante su gobierno mejorar las relaciones entre el gobierno y la Universidad y entre sus medidas estuvo la construcción de la Plaza del Rectorado en lo que inicialmente fue una zona de estacionamiento. La nueva Plaza fue diseñada por la Facultad de Arquitectura, El organismo responsable de la contratación fue el Ministerio de Obras Públicas, Ing. Juan Pedro del Moral, la empresa constructora Bomanite de Venezuela, Jorge Casado Salicetti.